# Port lotniczy Lizbona
Lotnisko Humberto Delgado w Lizbonie (Aeroporto Humberto Delgado) – międzynarodowe lotnisko położone 7 km na północ od centrum Lizbony. Jest największym portem lotniczym Portugalii. W 2019 roku obsłużył 31 173 000 pasażerów, wzrost liczby pasażerów w porównaniu w rokiem 2018 wyniósł 7,3%. 15 maja 2016 roku lotnisko zmieniło nazwę na Aeroporto Humberto Delgado.
W 2018 roku pas startowy 17/35 został zamknięty i zdegradowany do drogi kołowania w ramach modernizacji infrastruktury portu lotniczego. Decyzja ta była motywowana dwoma głównymi czynnikami: poprawą bezpieczeństwa oraz zwiększeniem efektywności operacyjnej. Pas 17/35 był stosunkowo krótki i mniej używany w porównaniu do pasa 03/21. Jego bliskość do terminala oraz infrastruktury naziemnej ograniczała możliwości rozbudowy lotniska.

## Linie lotnicze i połączenia
| Linia lotnicza                | Kierunek |
| ----------------------------- | --- |
| Aegean Airlines               | 1. Ateny Sezonowe czartery: 1. Heraklion |
| Aer Lingus                    | 1. Dublin |
| Air Albania                   | Sezonowe czartery: 1. Tirana |
| Air Algerie                   | 1. Algier Sezonowo: 1. Oran |
| Air Baltic                    | 1. Ryga 2. Wilno |
| Air Cairo                     | Sezonowo: 1. Asuan 2. Kair |
| Air Canada                    | 1. Montreal-Trudeau 2. Toronto-Pearson |
| Air Europa                    | 1. Madryt |
| Air France                    | 1. Paryż-Charles de Gaulle |
| Air Malta                     | Sezonowo: 1. Malta |
| Air Nostrum                   | Sezonowe czartery: 1. Menorka 2. Oujda 3. Palma de Mallorca |
| Air Serbia                    | 1. Belgrad |
| Air Transat                   | 1. Montreal-Trudeau 2. Toronto-Pearson |
| American Airlines             | 1. Filadelfia |
| Azores Airlines               | 1. Boston 2. Horta 3. Pico 4. Ponta Delgada 5. Praia 6. Santa Maria 7. Terceira Sezonowe czartery: 1. Nador |
| Azul Brazilian Airlines       | 1. Campinas |
| Beijing Capital Airlines      | 1. Hangzhou |
| British Airways               | 1. Londyn-Heathrow |
| Brussels Airlines             | 1. Bruksela |
| Bulgaria Air                  | Sezonowo: 1. Sofia |
| Cabo Verde Airlines           | 1. Praia 2. Sal 3. São Vicente |
| Delta Air Lines               | 1. Boston 2. Nowy Jork-JFK |
| easyJet                       | 1. Agadir 2. Amsterdam 3. Ateny 4. Barcelona 5. / Bazylea 6. Paryż-Beauvais 7. Mediolan-Bergamo 8. Bilbao 9. Birmingham 10. Bordeaux 11. Bristol 12. Kopenhaga 13. Edynburg 14. Madera 15. Genewa 16. Glasgow 17. Londyn-Gatwick 18. Londyn-Luton 19. Luksemburg 20. Lyon 21. Madryt 22. Manchester 23. Marrakesz 24. Marsylia 25. Mediolan-Malpensa 26. Nantes 27. Nicea 28. Paryż-Charles de Gaulle 29. Porto Santo 30. Praga 31. Rennes 32. Tuluza 33. Walencja 34. Zurych Sezonowo: 1. Bastia 2. Ibiza 3. Menorka 4. Palma de Mallorca |
| El Al                         | 1. Tel Awiw |
| Emirates                      | 1. Dubaj |
| Etihad Airways                | 1. Abu Zabi |
| EuroAtlantic Airways          | 1. Bissau |
| Eurowings                     | 1. Kolonia/Bonn 2. Düsseldorf 3. Hamburg 4. Stuttgart |
| Finnair                       | 1. Helsinki |
| FlyOne                        | 1. Kiszyniów |
| Hi Fly                        | Sezonowe czartery: 1. Zanzibar |
| Iberia                        | 1. Madryt |
| Iberojet                      | Sezonowo: 1. Cancún 2. Punta Cana 3. Varadero Sezonowe czartery: 1. Heraklion 2. Menorka 3. Orlando-Sanford 4. Palma de Mallorca 5. Sal |
| Israir Airlines               | Sezonowe czartery: 1. Tel Awiw |
| KLM                           | 1. Amsterdam |
| LAM Mozambique Airlines       | 1. Maputo |
| LATAM Brasil                  | 1. São Paulo-Guarulhos |
| LOT                           | 1. Warszawa-Chopin (od 3 lutego 2025) |
| Lufthansa                     | 1. Frankfurt 2. Monachium |
| Luxair                        | 1. Luksemburg |
| Neos                          | Sezonowo: 1. Tel Awiw |
| Norwegian Air Shuttle         | 1. Kopenhaga Sezonowo 1. Oslo-Gardermoen 2. Sztokholm-Arlanda |
| Nouvelair                     | Sezonowe czartery: 1. Dżerba |
| PLAY                          | 1. Reykjavík-Keflavík |
| Royal Air Maroc               | 1. Casablanca |
| Ryanair                       | 1. Barcelona 2. Paryż-Beauvais 3. Mediolan-Bergamo 4. Berlin 5. Birmingham 6. Bolonia 7. Bordeaux 8. Budapeszt 9. Bruksela-Charleroi 10. Kolonia/Bonn 11. Dublin 12. Edynburg 13. Eindhoven 14. Madera 15. Kraków 16. Londyn-Stansted 17. Luksemburg 18. Malaga 19. Malta 20. Manchester 21. Marrakesz 22. Marsylia 23. Neapol 24. Ponta Delgada 25. Rzym-Fiumicino 26. Sewilla 27. Tanger 28. Terceira 29. Tuluza 30. Walencja 31. Wenecja 32. Wiedeń 33. Warszawa-Modlin Sezonowo: 1. Agadir 2. Alicante 3. Madryt 4. Piza 5. Poznań 6. Wrocław |
| Scandinavian Airlines System  | Sezonowo: 1. Kopenhaga 2. Sztokholm-Arlanda |
| Sky Express                   | Sezonowe czartery: 1. Heraklion |
| Smartwings                    | Sezonowe czartery: 1. Dakar-Diass |
| STP Airways                   | 1. São Tomé |
| Swiss International Air Lines | 1. Genewa 2. Zurych |
| TAAG Angola Airlines          | 1. Luanda |
| TAP Portugal                  | 1. Akra 2. Amsterdam 3. Bandżul 4. Barcelona 5. Belém 6. Belo Horizonte 7. Berlin 8. Bilbao 9. Bissau 10. Boa Vista 11. Bolonia 12. Boston 13. Brasília 14. Bruksela 15. Caracas 16. Casablanca 17. Chicago-O’Hare 18. Konakry 19. Kopenhaga 20. Dakar-Diass 21. Dublin 22. Düsseldorf 23. Faro 24. Florencja 25. Florianópolis (od 3 września 2024) 26. Fortaleza 27. Frankfurt 28. Fuerteventura 29. Madera 30. Genewa 31. Gran Canaria 32. Hamburg 33. Londyn-Gatwick 34. Londyn-Heathrow 35. Luanda 36. Luksemburg 37. Lyon 38. Maceió 39. Madryt 40. Malaga 41. Manaus (od 4 listopada 2024) 42. Manchester 43. Maputo 44. Marrakesz 45. Marsylia 46. Miami 47. Mediolan-Malpensa 48. Montreal-Trudeau 49. Monachium 50. Neapol 51. Natal 52. Newark 53. Nowy Jork-JFK 54. Nicea 55. Oslo-Gardermoen 56. Paryż-Orly 57. Ponta Delgada 58. Porto 59. Porto Alegre 60. Praga 61. Praia 62. Recife 63. Rio de Janeiro-Galeão 64. Rzym-Fiumicino 65. Sal 66. Salvador da Bahia 67. San Francisco 68. São Paulo-Guarulhos 69. São Tomé 70. São Vicente 71. Sewilla 72. Sztokholm-Arlanda 73. Tanger 74. Tel Awiw 75. Teneryfa-Południe 76. Terceira 77. Toronto-Pearson 78. Tuluza 79. Walencja 80. Wenecja 81. Wiedeń 82. Warszawa-Chopin 83. Waszyngton-Dulles 84. Zurych Sezonowo: 1. Agadir 2. Alicante 3. Cancún 4. Dżerba 5. Ibiza 6. Menorka 7. Monastyr 8. Palma de Mallorca 9. Porto Santo 10. Punta Cana |
| Transavia                     | 1. Amsterdam 2. Eindhoven 3. Montpellier 4. Nantes 5. Paryż-Orly 6. Rotterdam/Haga |
| Tunisair                      | 1. Tunis |
| Turkish Airlines              | 1. Stambuł |
| United Airlines               | 1. Newark Sezonowo: 1. Waszyngton-Dulles |
| Volotea                       | 1. Asturia 2. Nantes |
| Vueling Airlines              | 1. Amsterdam 2. Barcelona 3. Bilbao 4. Paryż-Orly 5. Walencja Sezonowo: 1. Ibiza 2. Palma de Mallorca 3. Teneryfa-Północ |
| Wizz Air                      | 1. Belgrad 2. Bukareszt 3. Budapeszt 4. Londyn-Luton 5. Sofia 6. Warszawa-Chopin |
| World2Fly                     | Czartery: 1. Cancún 2. Punta Cana 3. Varadero Sezonowe czartery: 1. Orlando-Sanford 2. Samana |

### Cargo
- Agroar Carga Aérea
- DHL Airways
- FedEx Express
- Flyant
- Star Air
- Swiftair
- TAP Cargo
- TNT Airways
- UPS